# Maria Angela Cassol
 (septembre 2024).
Si vous disposez d'ouvrages ou d'articles de référence ou si vous connaissez des sites web de qualité traitant du thème abordé ici, merci de compléter l'article en donnant les références utiles à sa vérifiabilité et en les liant à la section « Notes et références ».
Maria Angela Cassol, née le 27 octobre 1956 à Nettuno, est une artiste italienne.
Maria Angela Cassol a dessiné la pièce de 20 centimes d'euro italienne, avec pour motif l’Homme en mouvement par Umberto Boccioni.

## Biographie
Maria Angela Cassol a fréquenté l'école publique d'art d' Anzio jusqu'en 1976 . De 1980 à 1981, elle est membre de la classe de sculpture d' Emilio Greco à l' Académie des Beaux-Arts de Rome . À la fin de sa formation, elle fréquente pendant trois ans la Scuola dell'Arte della Medaglia - Giuseppe Romagnoli de l' Istituto Poligrafico e Zecca dello Stato . À partir de 1983, elle travaille pour la galerie Il Babuino à Rome.
En 1987, elle est embauchée comme graveuse par l' Istituto Poligrafico e Zecca dello Stato , qui fait également office de monnaie d'État . Son dessin pour le cadran des pièces italiennes de 20 cents en euros a acquis une certaine renommée ..
| 2002- | Italie, L'Homme en mouvement | Italie, L'Homme en mouvement |
| 2002- | La sculpture futuriste L'Homme en mouvement de l'artiste Umberto Boccioni. À gauche, la mention du pays émetteur représenté par les lettres R et I (pour Repubblica italiana) superposées. À droite, le millésime. Le tout est entouré des 12 étoiles du drapeau européen. |                              |
| 2002- | Graveur : Maria Angela Cassol |                              |